# Zęblewo
Zęblewo (dodatkowa nazwa w j. kaszub. Ząblewò) – wieś kaszubska w Polsce położona w województwie pomorskim, w powiecie wejherowskim, w gminie Szemud.
Wieś norbertanek żukowskich w województwie pomorskim w II połowie XVI wieku. W latach 1975–1998 miejscowość administracyjnie należała do województwa gdańskiego.
Podczas zaboru pruskiego wieś nosiła nazwę niemiecką Zemblau. Podczas okupacji niemieckiej nazwa Zemblau w 1942 została przez nazistowskich propagandystów niemieckich (w ramach szerokiej akcji odkaszubiania i odpolszczania nazw niemieckiego lebensraumu) zweryfikowana jako zbyt kaszubska i przemianowana na nowo wymyśloną i bardziej niemiecką – Zempen.